# 富久
『富久』（とみきゅう）は古典落語の演目。別題として『富の久蔵』（とみのきゅうぞう）。富くじと火事、というふたつの東京名物を大きく取り上げた噺である。
初代三遊亭圓朝作で、圓朝が実話から落語化したものと伝えられている（ただし明確に圓朝の作とは記されていない）。『桂文楽全集』の作品解説は「江戸の頃から伝わっていた短い噺を、円朝（原文ママ）が肉付けしたものであろう」と記している。圓朝からは初代三遊亭圓左・3代目三遊亭圓馬と伝わり、そこから8代目桂文楽へと伝えられた。『桂文楽全集』の作品解説は、「文楽十八番中でも、最大級の大物といってよい」と評している。

## あらすじ
ある年の暮れ。浅草阿部川町（あるいは浅草三間町、日本橋竃河岸、日本橋按針町とも）の長屋に住む幇間の久蔵は、酒の上での失敗で江戸じゅうの顧客をしくじり、仕事を失ってしまっている。そんな中、大家（あるいは友人）が一枚の富くじの札を持ってやって来る。
「一番富（＝1等）に当たれば千両、二番富でも五百両になる」とそそのかされ、その気になった久蔵は、なけなしの一分でその「松の百十番（鶴の千五百番など、演者によって異なる）」の札を買い、神棚に供えた。
「大神宮様、大神宮様。二番富で結構ですから、どうか私めに福を……。もし当たったら堅気になって、売りに出ている小間物屋の店を買い、日ごろから岡惚れしているお松さんを嫁にもらって、店の主になンだ」
その日の夜、日本橋横山町（あるいは日本橋石町＝日本橋本石町、芝の金杉、芝の久保町＝桜田久保町とも）あたりから火事が出て、半鐘の音が町に鳴り響く。長屋の住人は「たしか、久蔵がしくじった『田丸屋（あるいは越後屋とも）』の旦那が、あの辺じゃないか? 見舞いに行かせればしくじりが治る」と気を利かせて、眠っていた久蔵を起こす。話を聞いた久蔵は、喜び勇んで長屋を駆け出す。
久蔵が商店に駆けつけてみると、彼の期待通り主人は喜ぶ。商品の避難を手伝ううち、主人は店への出入りを許したので、久蔵は大喜びする。
火事は店まで延焼せずに鎮火した。久蔵は、店に来る見舞い客の応対と、帳面への客の名の記入を担当する。客から酒が届き、久蔵は主人にその酒をねだり、飲むことを許される。久蔵は応対をしながらだんだん泥酔していく。
久蔵が寝入っていると、ふたたび火事を告げる半鐘が鳴り響く。「今度はどこだ?」「浅草の鳥越あたりかな?」「久蔵の家のほうじゃないか」店員があわてて久蔵を起こし、提灯を持たせて帰す。久蔵が戻ると、長屋は跡形もなく灰になっていた。「とんだ火事の掛け持ちになっちまった……」
久蔵はしかたなく店に引き返す。久蔵に同情した主人は、彼を居候に置くことを許し、彼のための奉加帳（＝カンパを募るためのリスト）を作って与える。
翌日（あるいは数日後）、久蔵が深川八幡（あるいは湯島天神、椙森神社とも）の前を通りかかると、ちょうど富くじの抽選会の最中だった。久蔵は「松の百十番」を買っていたことを思い出し、千両の当たり番号を聞いてみると「松の百十番」。「アターッ!? タータッタタッタッタッ!!」
ただちに賞金をもらうと二割引かれるルールであったが、久蔵は「八百両あれば御の字だ」と、係員に掛け合う。「札をお出し」「札は……焼けちまって、ないッ」当たり札がなければ換金できないと言われ、泣く泣く帰る道すがらに、近所の顔なじみである鳶頭（かしら）と鉢合わせする。「なかなか帰ってこないんで、心配してたんだ。布団と釜は出しといてやったから安心しろ。それと、大神宮様のお宮（＝神棚）もな」「大神宮様のお宮が、ある? ……ど、泥棒! 大神宮様を出せッ!!」久蔵は鳶頭に半狂乱でつかみかかる。目を白黒させた鳶頭は、久蔵に神棚を渡す。久蔵は神棚から富くじの当たり札を探し出し、強く安堵する。「なるほど、千両富の当たり札とは、狂うのも無理はねえな。運のいい奴だ。おまえが正直者だから、神様が優しくしてくれたんだ」
「これも大神宮様のおかげです。これで方々に『おはらい』ができます」（借金の支払いと、神棚の札の交換を意味する「お祓い」とをかけた地口）

## バリエーション
久蔵の長屋が浅草にあり、商店が日本橋にあるとする演じ方か、久蔵の長屋が日本橋、商店が芝とする演じ方が大半である。5代目古今亭志ん生や5代目柳家小さんは久蔵の長屋が浅草、商店が芝とする長大な距離を設定し、その道中を久蔵が一瞬で駆け回るナンセンスな演出方法をとっている。
富籤の会場については前記の通り複数の設定があるが、5代目古今亭志ん生は椙森神社としたのに対して8代目桂文楽は深川八幡とした。桂文楽は久蔵の家を浅草、商店を日本橋としていたため、『桂文楽全集』の作品解説は湯島天神や椙森神社の方が自然で無理がないとしながら、6代目三遊亭圓生が湯島天神がいいと本人に言ったところ「あたしゃァこう教わったからこれでいいんですよ」と返事をして変えることがなかったという証言を記している。